# Lorena
Lorena (franceză Lorraine, germană Lothringen) a fost o regiune administrativă situată în nord-estul Franței, la granița acesteia cu Belgia, Luxemburg și Germania. La 1 ianuarie 2016, Lorena a fuzionat cu regiunile Alsacia și Champagne-Ardenne, formând împreună regiunea Grand Est.

## Geografie
Lorena are o suprafață de 23.500 km2 , însemnând 4,3% din teritoriul francez. Cuprinde departamentele Meurthe-et-Moselle, Meuse, Moselle și Vosges. Fluviul Meuse și râul Mosela își încep cursul din această regiune.

## Orașe importante
Metz, Nancy

## Istorie (date importante)
- 1000 î.Hr., populații nomade din nordul Europei se așază pe teritoriul actual al Lorenei.
- 60 î.Hr., Lorena era divizată între două teritorii celtice, cel al lui Médiomatriques în nord, cu capitala Metz, și cel al lui Leuques în sud, cu capitala la Toul.
- 52 î.Hr., legiunile lui Iuliu Cezar invadează Galia, marcând începutul unei perioade de stabilitate politică și economică, ce va dura aproape trei secole.
- 300 d.Hr., după retragerea trupelor romane, întreaga Galie este supusă valului de invazii barbare venite de peste Rin.
- 482 d.Hr., Clovis I realizează unitatea francilor, iar regatul său cuprindea Metz și Moselle.
- 561, Metz devine capitala regatului Austrasia, care se întindea de la Marea Nordului până la Marea Mediterană.
- 679, puternica aristocrație din Austrasia elimină regalitatea merovingiană și plasează sub dominația sa întregul regat franc, sub carolingieni
- 843, Tratatul de la Verdun. Lorena face parte din Francia de Mijloc, domeniul lui Lothar I.
- 855, la moartea lui Lothar, Francia de Mijloc este divizată între fiii acestuia. Ia ființă regatul Lotharingia, condus de Lothar al II-lea.
- 869, după moartea regelui Lothar al II-lea, Lorena devine subiect de dispută între conducătorii Regatului franc de apus (Franța de mai târziu) și cei ai Regatului franc de răsărit (Germania de mai târziu).
- 880, Tratatul de la Ribemont. Lorena revine, în totalitate, Regatului franc de răsărit
- 925, Lotaringia este ridicată la rangul de ducat al Sfântului Imperiul Roman de Națiune Germană.
- 959, Lotharingia este divizată în două ducate: Ducatul Lotharingiei Inferioare (Belgia și Olanda de mai târziu) și Ducatul Lotharingiei Superioare, care va deveni Ducatul Lorena.
- 1532, împăratul romano-german Carol Quintul dă o mai mare autonomie Lorenei.
- 1552, Regele Henric al II-lea al Franței ocupă orașele Metz, Toul și Verdun.
- 1735, Tratatul de la Viena. Ultimul duce al Lorenei, Francisc, soțul Mariei Terezia a Austriei, cedează ducatul său fostului rege polonez Stanislau Leszczynsky (care rămăsese fără țară), obținând în schimb pentru sine și pentru urmașii săi Marele Ducat al Toscanei.
- 1766, căsătoria fiicei lui Stanislau, Maria Leszczyńska, cu Ludovic al XV-lea, regele Franței, care moștenește Lorena după moartea socrului lui.
- 1789, odată cu Revoluția Franceză, Lorena a fost împărțită în patru departamente: Moselle, Meurthe, Meuse și Vosges. Eforturi susținute de introducere a limbii franceze și de eliminare a celei germane.
- 1871, în urma Războiului franco-prusac, zonele lorene de limbă germană și orașul Metz au fost anexate de Imperiul german în cadrul provinciei Alsacia-Lorena.
- 1916, Bătălia de la Verdun, considerată cea mai mare și mai lungă din istoria lumii, provoacă 700.000 de victime (morți, răniți și dispăruți)
- 1918, în urma victoriei franceze din Primul Război Mondial, întreaga Lorena revine în cadrul Franței.
- 1940, o nouă anexare a Lorenei de către Germania Nazistă.
- 1945, înfrângerea Germaniei în al Doilea Război Mondial readuce Lorena în cadrul Franței.